# 広島市消防局
広島市消防局（ひろしまししょうぼうきょく）は、広島県広島市の消防部局（消防本部）。管轄区域は広島市全域および安芸郡海田町、熊野町、坂町、山県郡安芸太田町、廿日市市吉和地区。海田町、熊野町、坂町、安芸太田町、廿日市市(吉和地区に限る)は常備消防事務を広島市に委託している。

## 沿革
参考文献 : 平成24年版消防年報（広島市消防局刊）
- 1948年（昭和23年）
  - 戦前からの官設消防を原型とし広島市消防局が発足。
- 1951年（昭和26年）
  - 広島市消防署を東消防署と西消防署に分割。
- 1957年（昭和32年）
  - 西消防署において救急業務を開始。
- 1960年（昭和35年）
  - 中消防署を新設。
- 1961年（昭和36年）
  - 消防音楽隊を創設。
- 1967年（昭和42年）
  - レンジャー隊が発足し後に救助隊へ改称。
- 1970年（昭和45年）
  - 祇園町の消防事務受託により祇園消防署新設。
- 1972年（昭和47年）
  - 可部消防署を新設。
- 1973年（昭和48年）
  - 安古市町、佐東町、高陽町の広島市への合併に伴い3町連合の安佐地区消防組合消防本部が佐東消防署に改称、これに伴い祇園消防署が分署に降格した。
- 1979年（昭和53年）
  - 水上消防署を新設。
- 1980年（昭和54年）
  - 広島市が政令指定都市となったのに伴い、東消防署が南消防署、佐東消防署が安佐南消防署、可部消防署が安佐北消防署へ改称。
- 1982年（昭和56年）
  - 東消防署が再新設される。
- 1985年（昭和60年）
  - 五日市町の広島市への合併に伴い、五日市町消防署を佐伯消防署に改称。
- 1990年（平成2年）
  - 航空隊が発足。
  - 7月　フィリピン共和国地震災害に国際消防救助隊を派遣。
- 1992年（平成4年）
  - 救急救命士を採用し高度救急業務を開始。
- 2001年（平成13年）
  - 水上消防署が南消防署水上出張所に降格。
- 2007年（平成19年）
  - 海田地区消防組合消防本部を統合し安芸消防署と改称、これにより広島市全域が管轄になる[注 1]。同時に山県西部消防組合も統合[注 2]。
- 2008年（平成20年）
  - 中消防署の救助隊が特別高度救助隊「ハイパーレスキューひろしま」となる。
- 2011年（平成23年）
  - 3月12日　東北地方太平洋沖地震に伴う東日本大震災に対して消防庁の派遣要請を受けて、宮城県名取市に緊急消防援助隊を派遣。
- 2014年（平成26年）
  - 8月20日　平成26年8月豪雨による広島市の土砂災害に出場。
- 2016年（平成28年）
  - 4月　熊本地震に緊急消防援助隊を派遣する。
- 2017年（平成29年）
  - 1月（平成30年）南消防署似島出張所で軽救急車の運用を開始
- 2018年（平成30年）
  - 4月　模擬火災・高層建物火災対応訓練施設を西風新都訓練場に整備し、運用を開始した。
- 2022年（令和4年）
  - 9月 南消防署青崎出張所の新庁舎が完成し移転[1]

## 組織
| 消防年報 令和4年（2022年）版より | 消防年報 令和4年（2022年）版より | 消防年報 令和4年（2022年）版より               | 消防年報 令和4年（2022年）版より     | 所在地 |
| -------------------------------- | -------------------------------- | ---------------------------------------------- | ------------------------------------ | --- |
| 広島市消防局                     | 広島市消防局                     | 総務課                                         | 庶務係、企画広報係、経理係、音楽隊   | 中区大手町五丁目20番12号 消防局整備工場：中区大手町五丁目19番7号 消防航空隊基地：西区観音新町四丁目10番2号 広島市総合防災センター：安佐北区倉掛二丁目33番1号 |
| 広島市消防局                     | 広島市消防局                     | 消防団室                                       |                                      | 中区大手町五丁目20番12号 消防局整備工場：中区大手町五丁目19番7号 消防航空隊基地：西区観音新町四丁目10番2号 広島市総合防災センター：安佐北区倉掛二丁目33番1号 |
| 広島市消防局                     | 広島市消防局                     | 職員課                                         | 人事係、労務係                       | 中区大手町五丁目20番12号 消防局整備工場：中区大手町五丁目19番7号 消防航空隊基地：西区観音新町四丁目10番2号 広島市総合防災センター：安佐北区倉掛二丁目33番1号 |
| 広島市消防局                     | 広島市消防局                     | 施設課                                         | 施設係、機械装備係                   | 中区大手町五丁目20番12号 消防局整備工場：中区大手町五丁目19番7号 消防航空隊基地：西区観音新町四丁目10番2号 広島市総合防災センター：安佐北区倉掛二丁目33番1号 |
|                                  | 予防部                           | 予防課                                         | 予防係、調査係、違反是正係           | 中区大手町五丁目20番12号 消防局整備工場：中区大手町五丁目19番7号 消防航空隊基地：西区観音新町四丁目10番2号 広島市総合防災センター：安佐北区倉掛二丁目33番1号 |
| 指導課                           | 予防部                           | 建築設備係、危険物係                           |                                      | 中区大手町五丁目20番12号 消防局整備工場：中区大手町五丁目19番7号 消防航空隊基地：西区観音新町四丁目10番2号 広島市総合防災センター：安佐北区倉掛二丁目33番1号 |
| 警防部                           | 警防課                           | 警防企画係、指令第一係、指令第二係、指令第三係 |                                      | 中区大手町五丁目20番12号 消防局整備工場：中区大手町五丁目19番7号 消防航空隊基地：西区観音新町四丁目10番2号 広島市総合防災センター：安佐北区倉掛二丁目33番1号 |
| 警防部                           | 警防課                           | 消防機動隊                                     |                                      | 中区大手町五丁目20番12号 消防局整備工場：中区大手町五丁目19番7号 消防航空隊基地：西区観音新町四丁目10番2号 広島市総合防災センター：安佐北区倉掛二丁目33番1号 |
| 警防部                           | 警防課                           | 消防航空隊                                     |                                      | 中区大手町五丁目20番12号 消防局整備工場：中区大手町五丁目19番7号 消防航空隊基地：西区観音新町四丁目10番2号 広島市総合防災センター：安佐北区倉掛二丁目33番1号 |
| 警防部                           | 救急課                           | 救急救命士養成所                               |                                      | 中区大手町五丁目20番12号 消防局整備工場：中区大手町五丁目19番7号 消防航空隊基地：西区観音新町四丁目10番2号 広島市総合防災センター：安佐北区倉掛二丁目33番1号 |
| 中消防署                         | 予防課                           | 予防係、査察係                                 | 中区大手町五丁目20番12号             | |
| 中消防署                         | 警防課                           | 消防指導係                                     | 中区大手町五丁目20番12号             | |
| 中消防署                         | 警防課                           | 警防第一・二係、救助第一・二係、救急係         | 中区大手町五丁目20番12号             | |
| 中消防署                         | 白島出張所                       | 白島出張所                                     | 中区白島九軒町12番20号               | |
| 中消防署                         | 基町出張所                       | 基町出張所                                     | 中区基町20番8号                      | |
| 中消防署                         | 江波出張所                       | 江波出張所                                     | 中区舟入南六丁目2番1号               | |
| 東消防署                         | 予防課                           | 予防係、査察係                                 | 東区光町二丁目12番6号                | |
| 東消防署                         | 警防課                           | 消防指導係                                     | 東区光町二丁目12番6号                | |
| 東消防署                         | 警防課                           | 警防第一・二係、救助第一・二係、救急係         | 東区光町二丁目12番6号                | |
| 東消防署                         | 福田出張所                       | 福田出張所                                     | 東区福田七丁目2番10号                | |
| 東消防署                         | 温品出張所                       | 温品出張所                                     | 東区温品五丁目3番1号                 | |
| 東消防署                         | 戸坂出張所                       | 戸坂出張所                                     | 東区戸坂出江二丁目9番11号            | |
| 南消防署                         | 予防課                           | 予防係、査察係                                 | 南区的場町二丁目5番14号              | |
| 南消防署                         | 警防課                           | 消防指導係                                     | 南区的場町二丁目5番14号              | |
| 南消防署                         | 警防課                           | 警防第一・二係、救助第一・二係、救急係         | 南区的場町二丁目5番14号              | |
| 南消防署                         | 水上出張所                       | 水上出張所                                     | 南区宇品海岸二丁目23番39号           | |
| 南消防署                         | 青崎出張所                       | 青崎出張所                                     | 南区東青崎町10番25号                 | |
| 南消防署                         | 東本浦出張所                     | 東本浦出張所                                   | 南区東本浦町23番6号                  | |
| 南消防署                         | 日宇那出張所                     | 日宇那出張所                                   | 南区日宇那町3番6号                   | |
| 南消防署                         | 宇品出張所                       | 宇品出張所                                     | 南区宇品東二丁目1番46号              | |
| 南消防署                         | 似島出張所                       | 似島出張所                                     | 南区似島町字家下752番地の74          | |
| 西消防署                         | 予防課                           | 予防係、査察係                                 | 西区都町43番10号                     | |
| 西消防署                         | 警防課                           | 消防指導係                                     | 西区都町43番10号                     | |
| 西消防署                         | 警防課                           | 警防第一・二係、救助第一・二係、救急係         | 西区都町43番10号                     | |
| 西消防署                         | 三篠出張所                       | 三篠出張所                                     | 西区三篠町三丁目16番23号             | |
| 西消防署                         | 己斐出張所                       | 己斐出張所                                     | 西区己斐中三丁目14番2号              | |
| 西消防署                         | 庚午出張所                       | 庚午出張所                                     | 西区庚午中四丁目21番19号             | |
| 西消防署                         | 井口出張所                       | 井口出張所                                     | 西区商工センター四丁目1番1号         | |
| 安佐南消防署                     | 予防課                           | 予防係、査察係                                 | 安佐南区緑井一丁目10番3号            | |
| 安佐南消防署                     | 警防課                           | 消防指導係                                     | 安佐南区緑井一丁目10番3号            | |
| 安佐南消防署                     | 警防課                           | 警防第一・二係、救助第一・二係、救急係         | 安佐南区緑井一丁目10番3号            | |
| 安佐南消防署                     | 上安出張所                       | 上安出張所                                     | 安佐南区上安五丁目8番14号            | |
| 安佐南消防署                     | 祇園出張所                       | 祇園出張所                                     | 安佐南区祇園二丁目48番11号           | |
| 安佐南消防署                     | 沼田出張所                       | 沼田出張所                                     | 安佐南区伴東四丁目18番6号            | |
| 安佐北消防署                     | 予防課                           | 予防係、査察係                                 | 安佐北区可部南四丁目26番13号         | |
| 安佐北消防署                     | 警防課                           | 消防指導係                                     | 安佐北区可部南四丁目26番13号         | |
| 安佐北消防署                     | 警防課                           | 警防第一・二係、救助第一・二係、救急係         | 安佐北区可部南四丁目26番13号         | |
| 安佐北消防署                     | 白木出張所                       | 白木出張所                                     | 安佐北区白木町大字市川1533番地の5    | |
| 安佐北消防署                     | 高陽出張所                       | 高陽出張所                                     | 安佐北区真亀一丁目3番6号             | |
| 安佐北消防署                     | 可部出張所                       | 可部出張所                                     | 安佐北区可部七丁目7番16号            | |
| 安佐北消防署                     | 安佐出張所                       | 安佐出張所                                     | 安佐北区安佐町大字飯室3052番地の1    | |
| 安佐北消防署                     | 安芸太田出張所                   | 安芸太田出張所                                 | 山県郡安芸太田町大字中筒賀345番地の2 | |
| 安芸消防署                       | 予防課                           | 予防係、査察係                                 | 安芸郡海田町堀川町3番12号            | |
| 安芸消防署                       | 警防課                           | 消防指導係                                     | 安芸郡海田町堀川町3番12号            | |
| 安芸消防署                       | 警防課                           | 警防第一・二係、救助第一・二係、救急係         | 安芸郡海田町堀川町3番12号            | |
| 安芸消防署                       | 瀬野川出張所                     | 瀬野川出張所                                   | 安芸区中野東七丁目14番23号           | |
| 安芸消防署                       | 矢野出張所                       | 矢野出張所                                     | 安芸区矢野西二丁目16番1号            | |
| 安芸消防署                       | 熊野出張所                       | 熊野出張所                                     | 安芸郡熊野町萩原六丁目26番8号        | |
| 安芸消防署                       | 坂出張所                         | 坂出張所                                       | 安芸郡坂町横浜中央一丁目1番11号      | |
| 佐伯消防署                       | 予防課                           | 予防係、査察係                                 | 佐伯区五日市中央七丁目25番18号       | |
| 佐伯消防署                       | 警防課                           | 消防指導係                                     | 佐伯区五日市中央七丁目25番18号       | |
| 佐伯消防署                       | 警防課                           | 警防第一・二係、救助第一・二係、救急係         | 佐伯区五日市中央七丁目25番18号       | |
| 佐伯消防署                       | 湯来出張所                       | 湯来出張所                                     | 佐伯区湯来町大字和田224番地          | |
| 佐伯消防署                       | 石内出張所                       | 石内出張所                                     | 佐伯区石内北五丁目5番1号             | |
| 佐伯消防署                       | 八幡出張所                       | 八幡出張所                                     | 佐伯区利松一丁目5番24号              | |
| 佐伯消防署                       | 海老園出張所                     | 海老園出張所                                   | 佐伯区海老園一丁目2番54号            | |

安佐南消防署は震度7の地震に耐えられる免震構造が採用され、広島市役所本庁舎や本部が被災して機能しない場合に、対策本部を置くことができるようになっている。

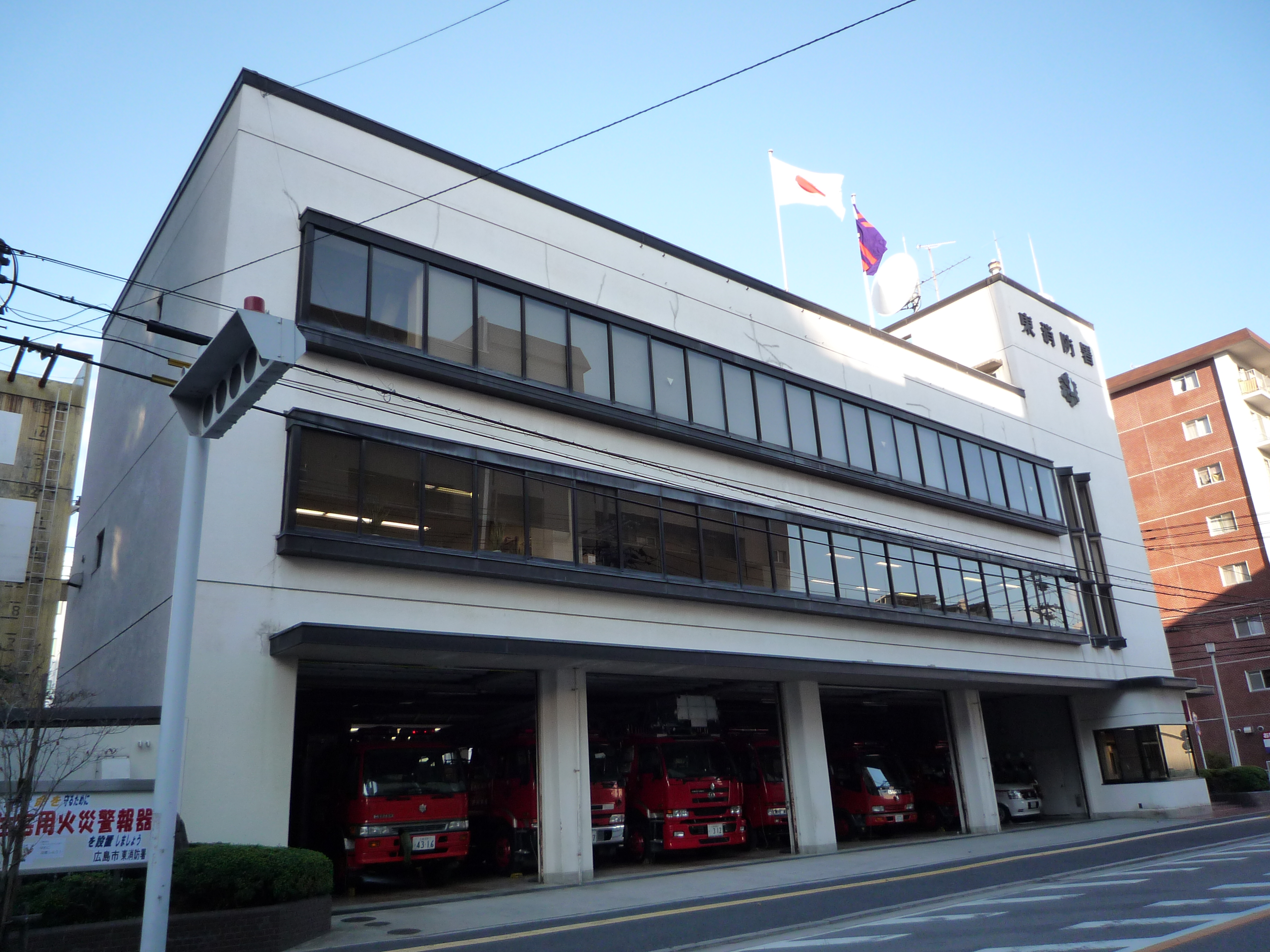
東消防署
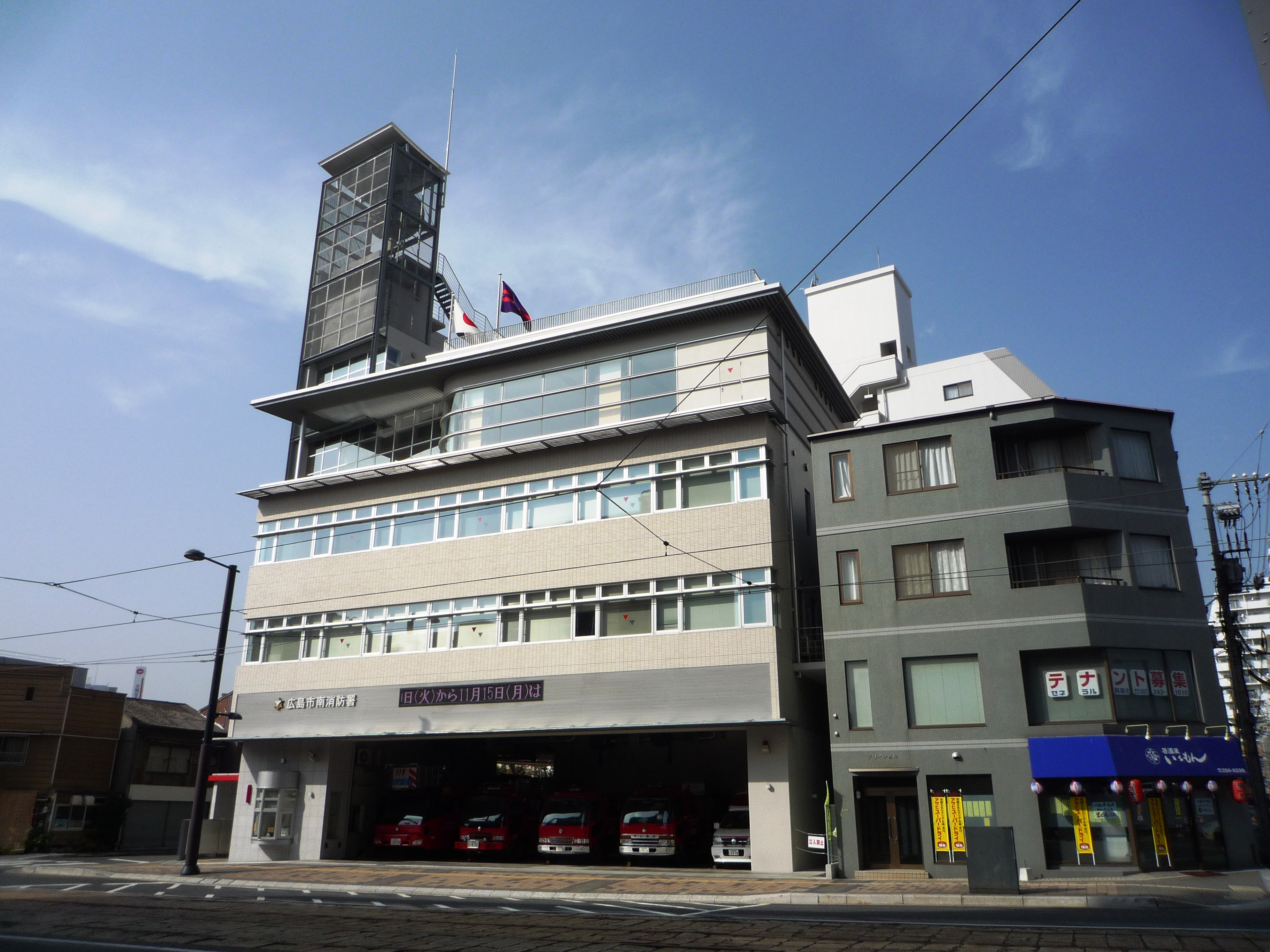
南消防署
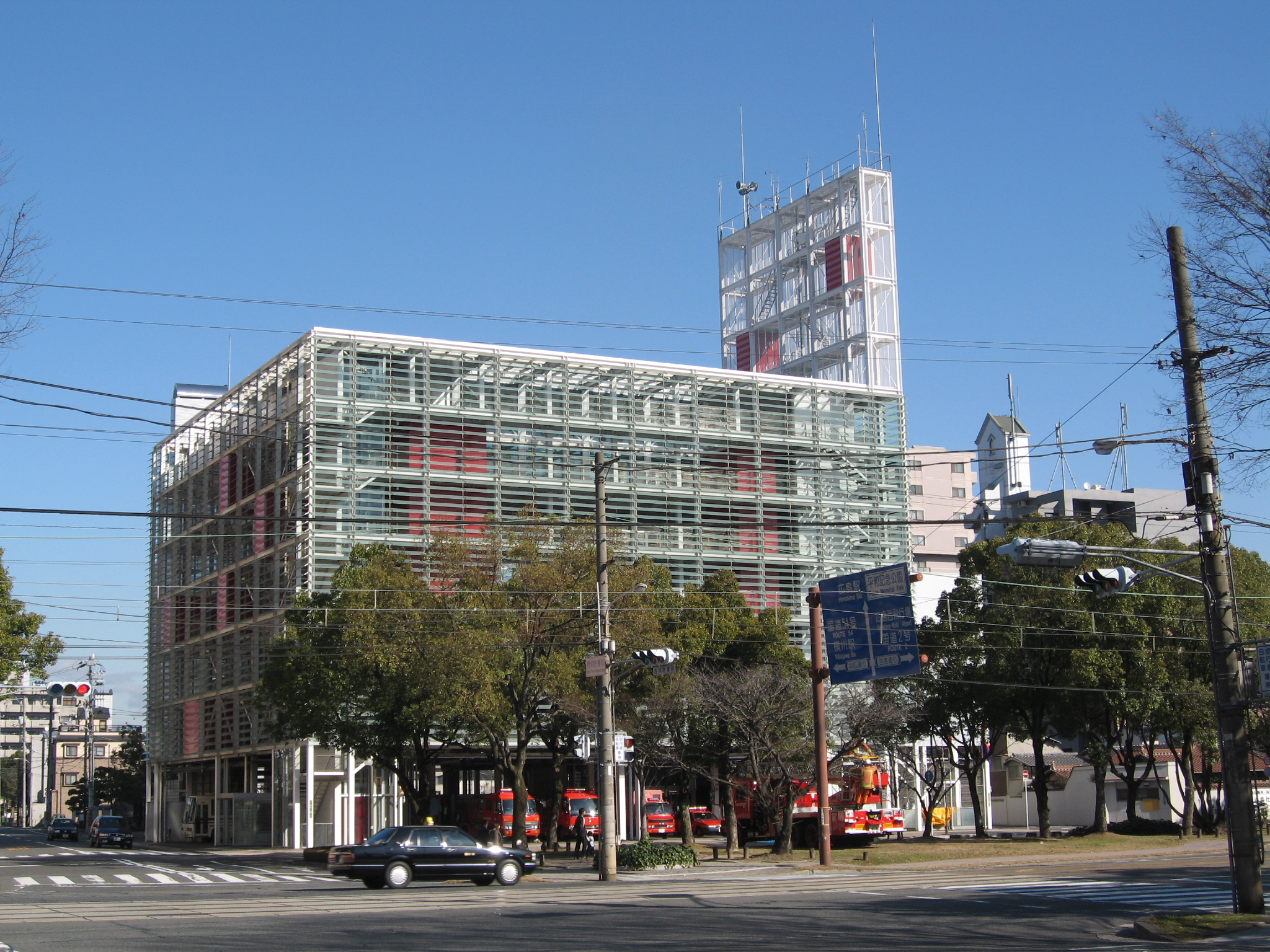
西消防署
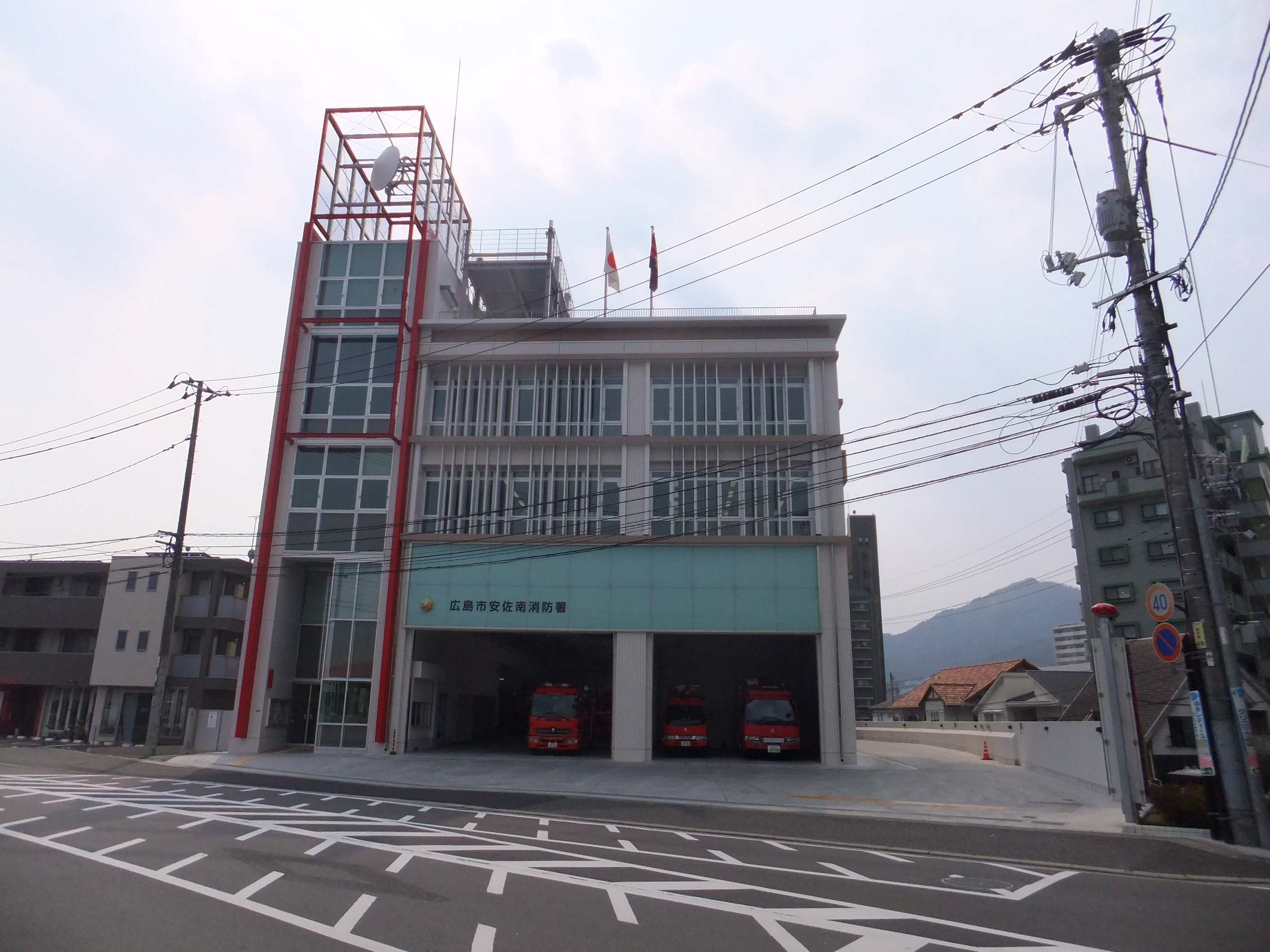
安佐南消防署
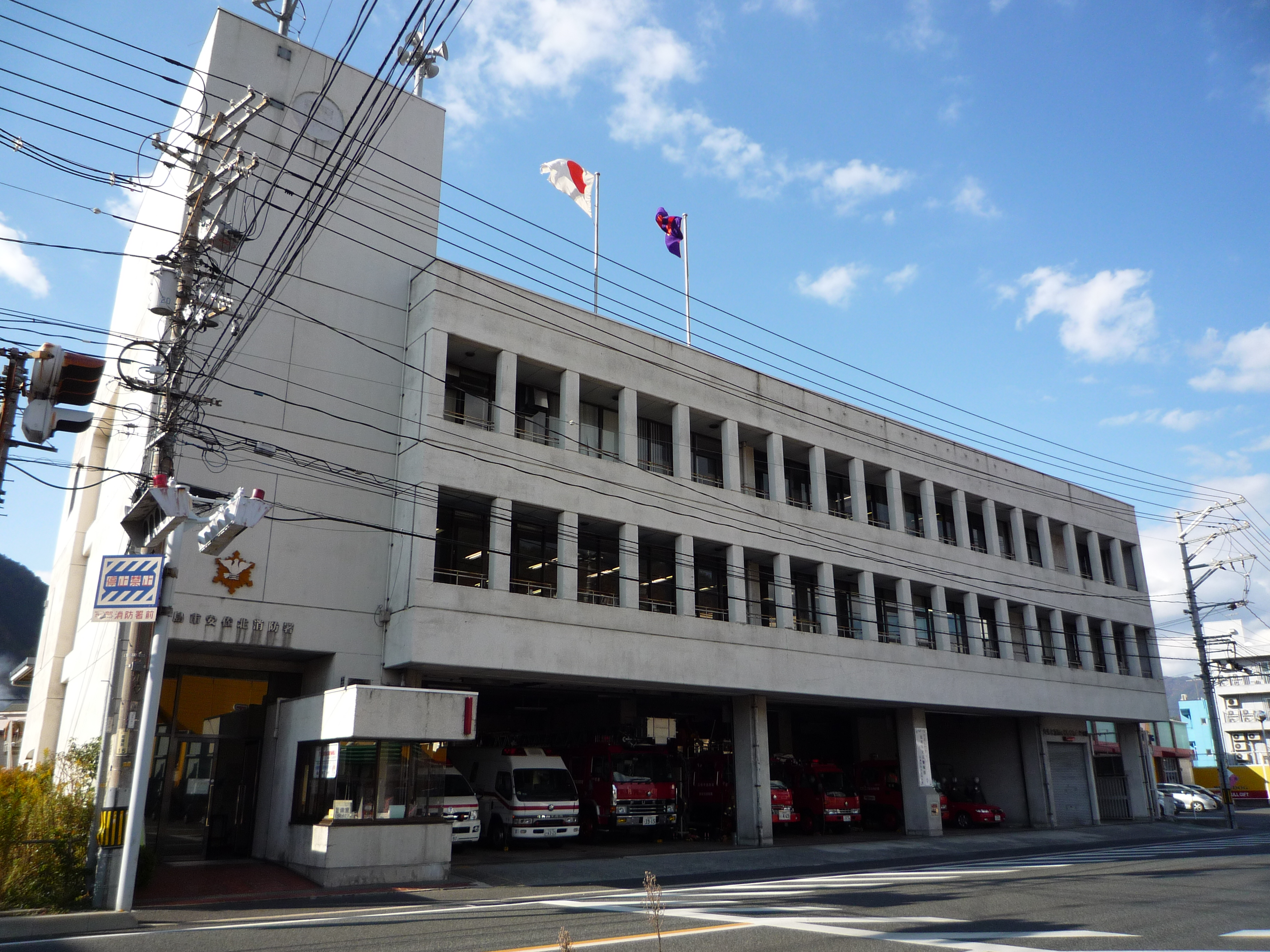
安佐北消防署
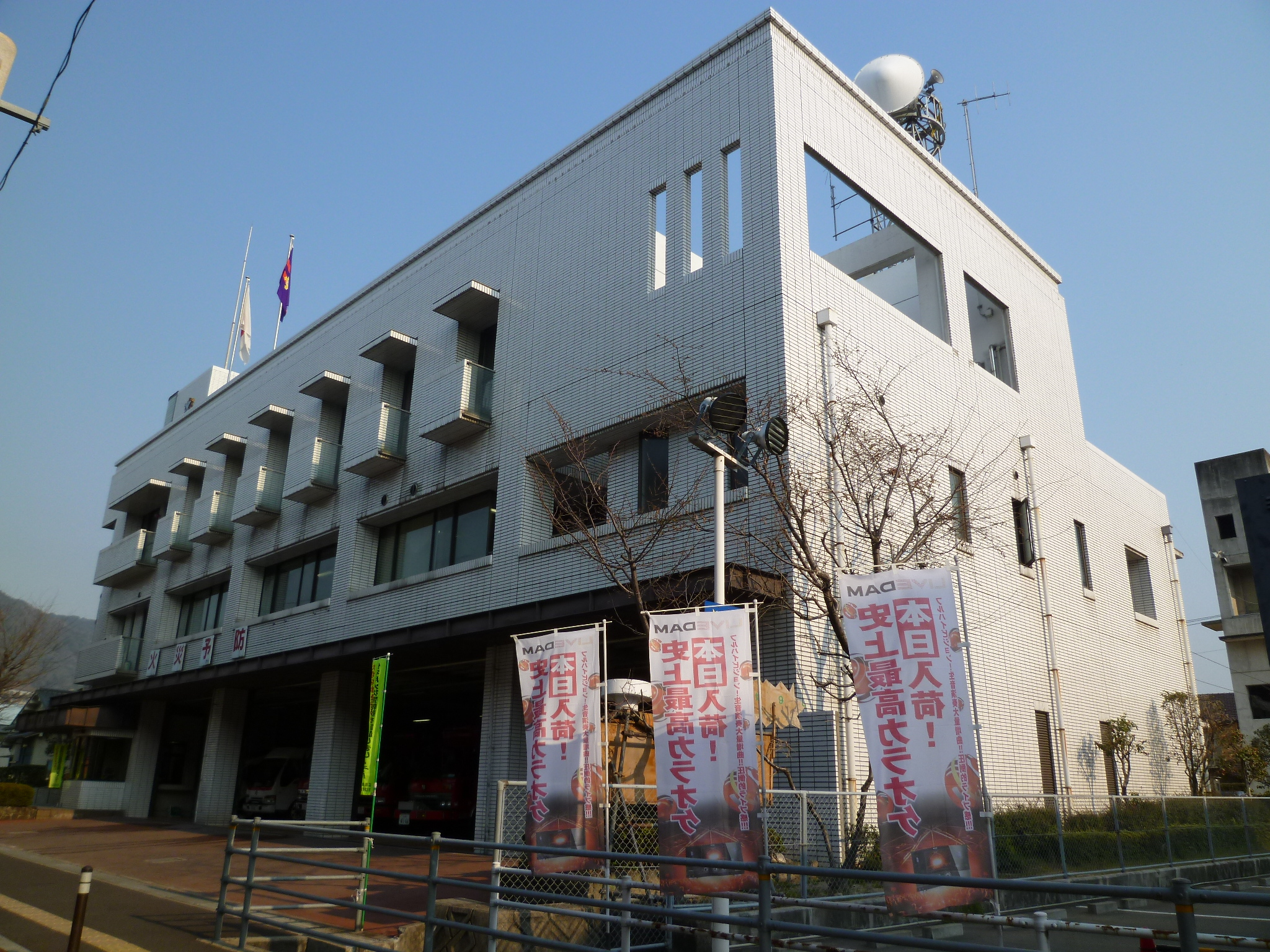
佐伯消防署
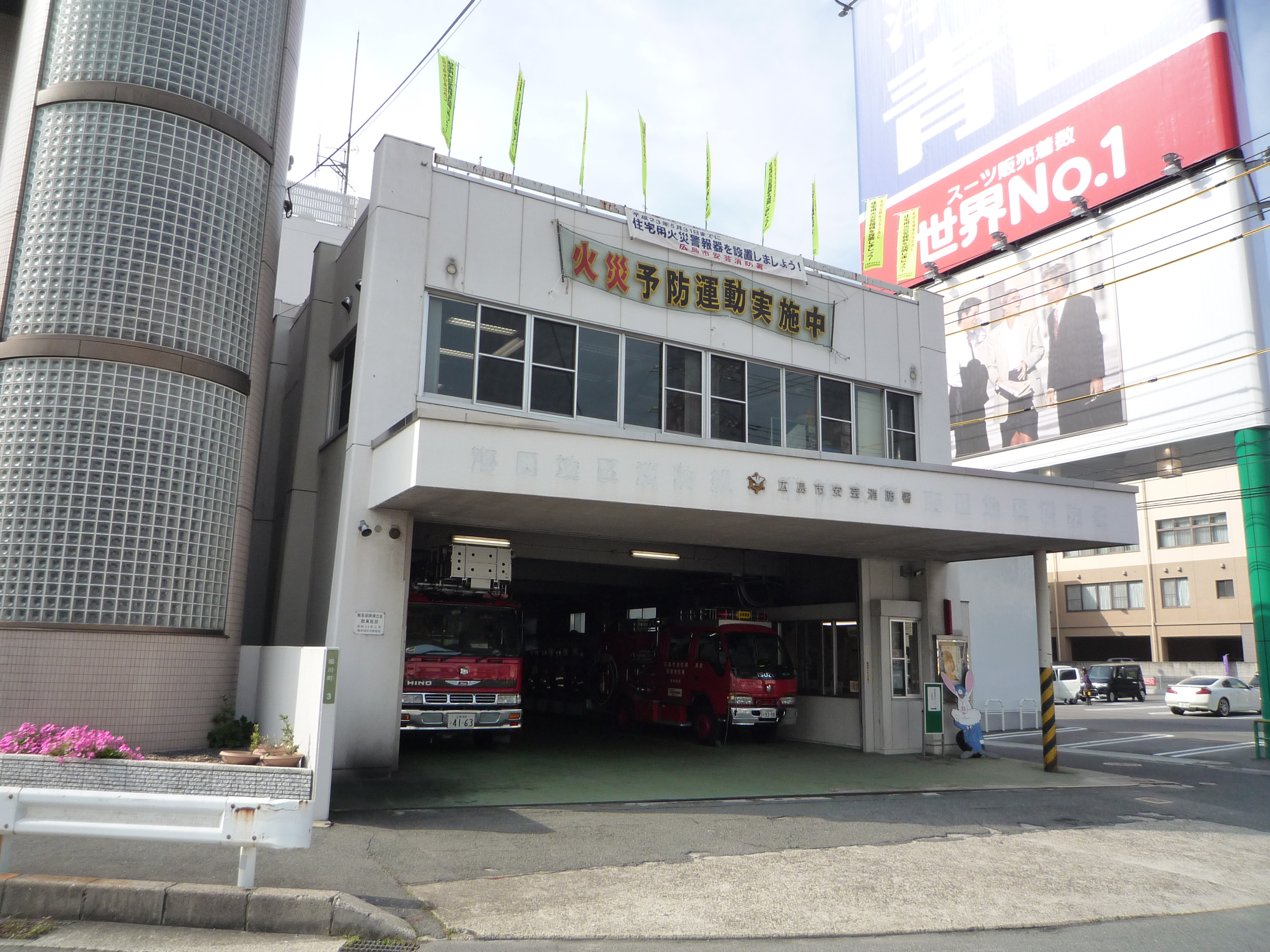
安芸消防署

## 主力機械
- タンク車指揮調査隊運用車両はしご車令和5年（2023年）版消防年報より
  - 239台の消防車が配備されている。
- 消防ポンプ車

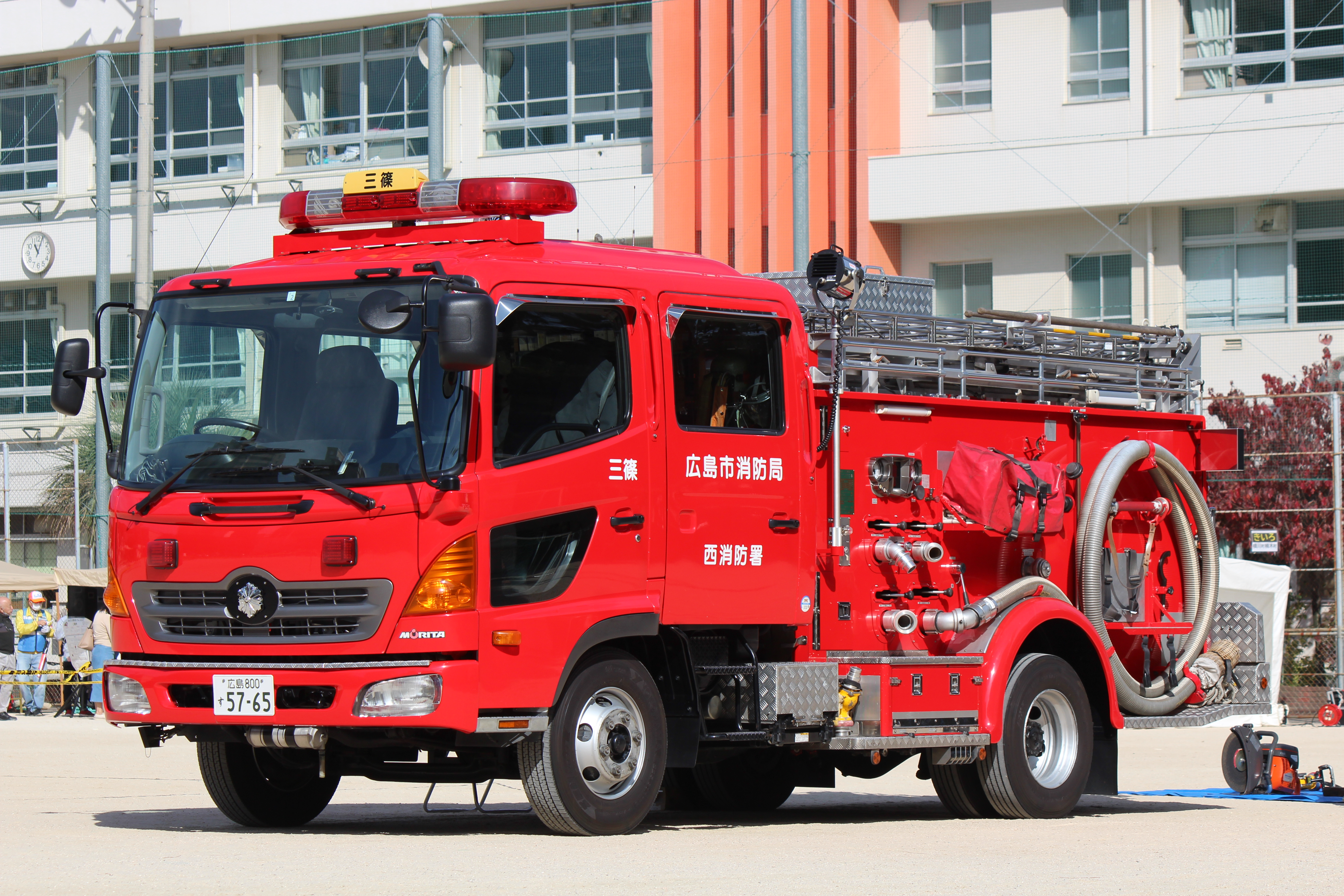
タンク車

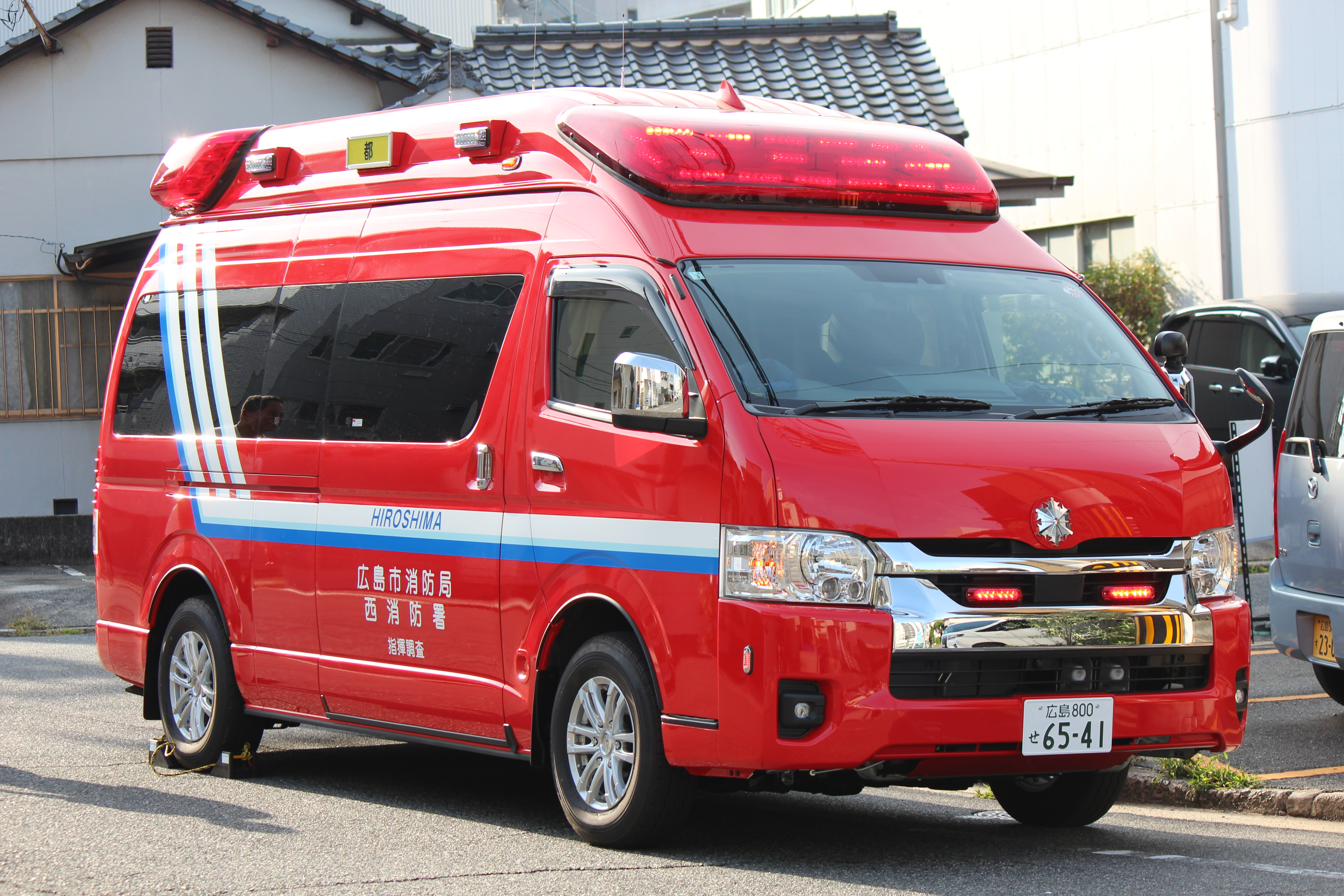
指揮調査隊運用車両

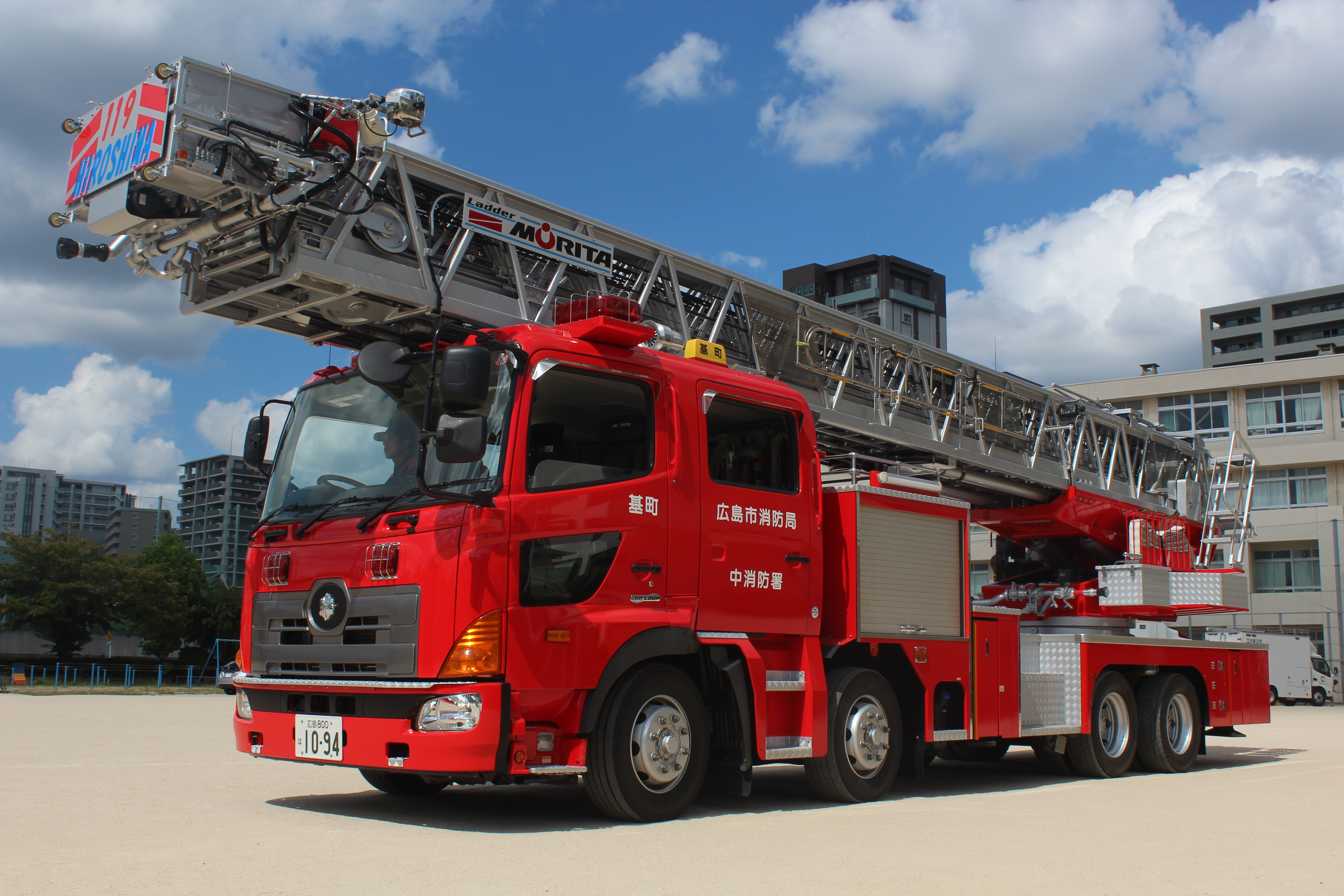
はしご車

  - 全消防署及び出張所配備。普通ポンプ車を0台、中型ポンプ車を32台、水槽付きポンプ車を40台の計72台を保有している。
- 救助工作車
  - 各消防署に1台ずつ、安芸太田出張所に１台、計9台配備。なお、中・東両署にはIII型を配備。中消防署の車両は特別高度救助隊（ハイパーレスキューひろしま）運用しており電磁波人命探査装置も積載している。
  - 指揮調査隊車；8台。各消防署に1台ずつ配備。2024年まではポンプ車タイプを使用していたが2024年度からはハイエースタイプを配備。

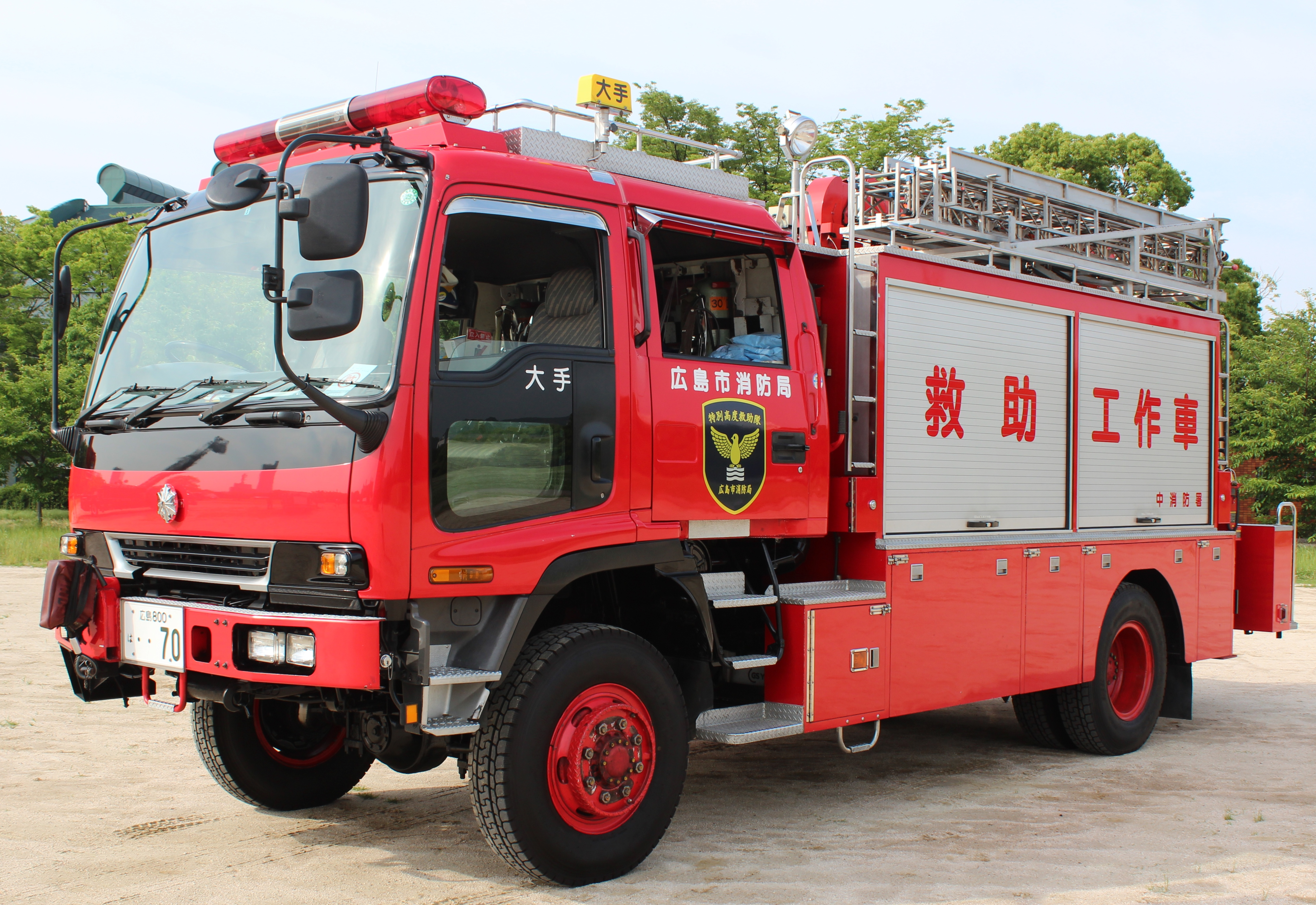
特別高度救助隊運用車両

- 救急車

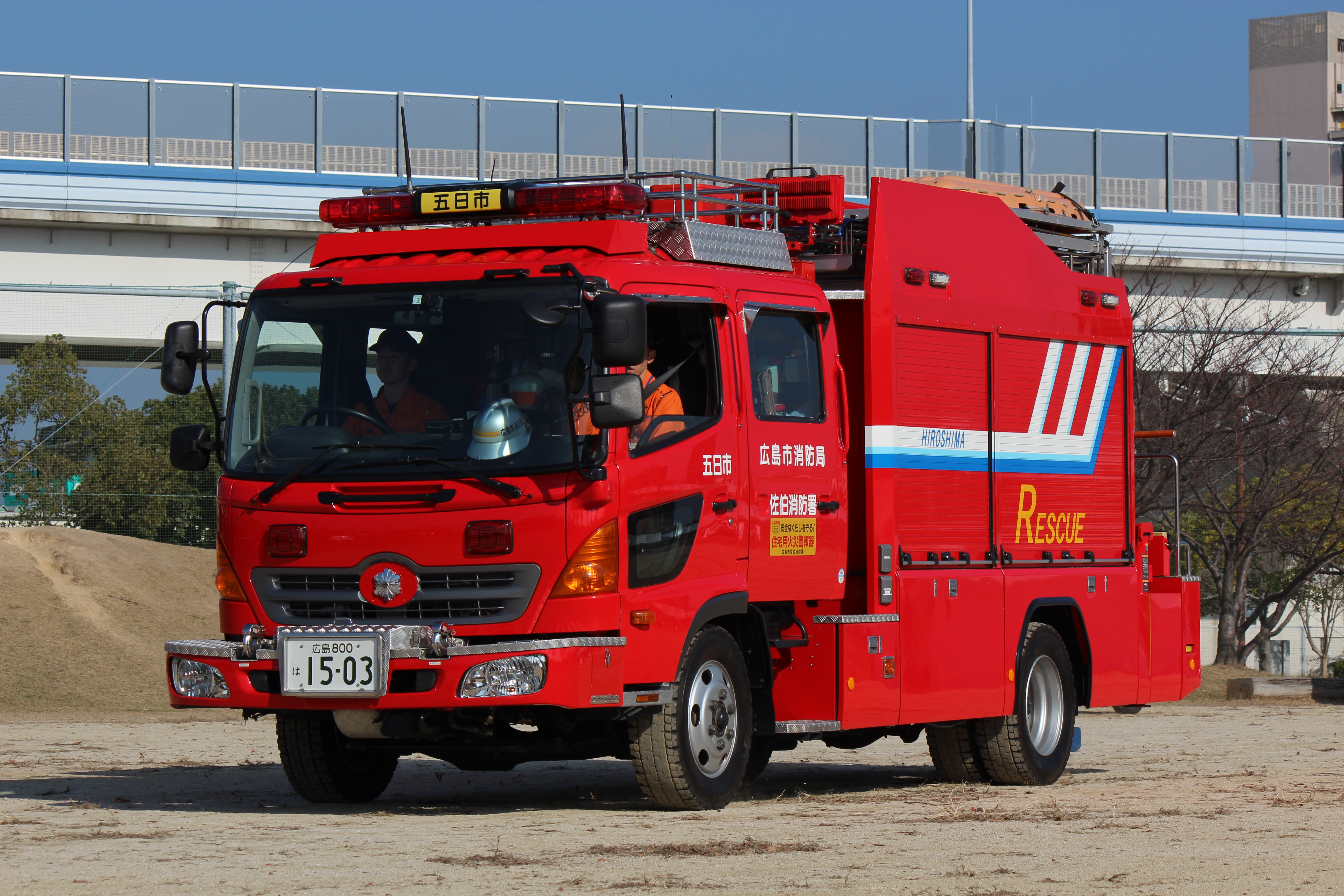
五日市救助隊運用車両

  - 五日市救助隊運用車両50台。1992年（平成4年）7月にメルセデス・ベンツ310Dの導入を皮切りに、高規格救急自動車の導入が進められた。2001年（平成13年）までは三菱ふそう・キャンター等のトラックベースが大量に配備されたが、最近は2002年〜2003年（平成14年〜平成15年）までパラメディックが、2004年（平成16年）以降はハイメディックを配備。2021年度と2023年度にパラメディックを配備。

- 化学消防自動車

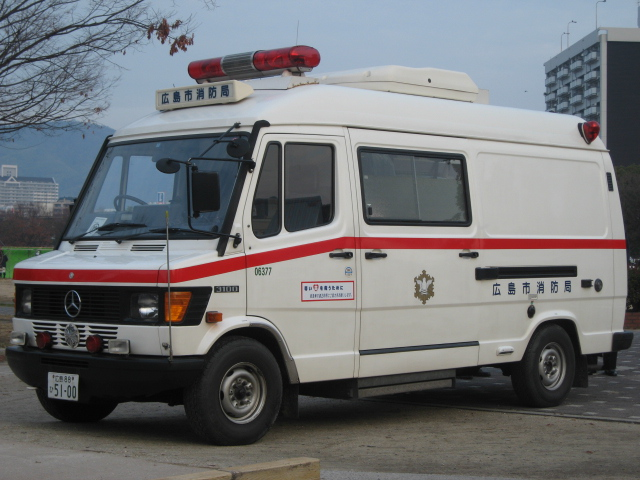
メルセデス・ベンツ310D

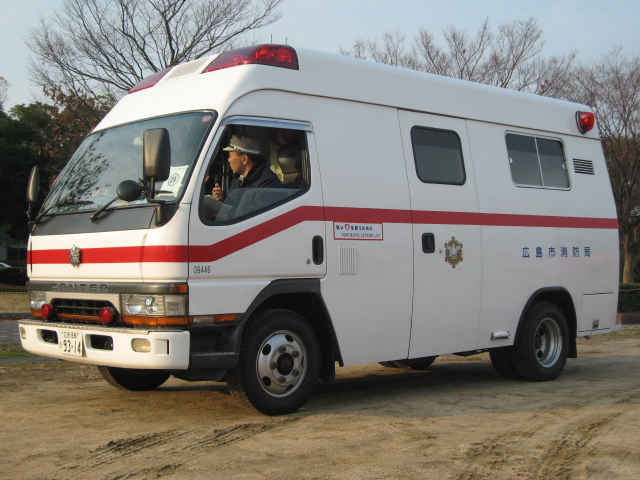
トラックベース

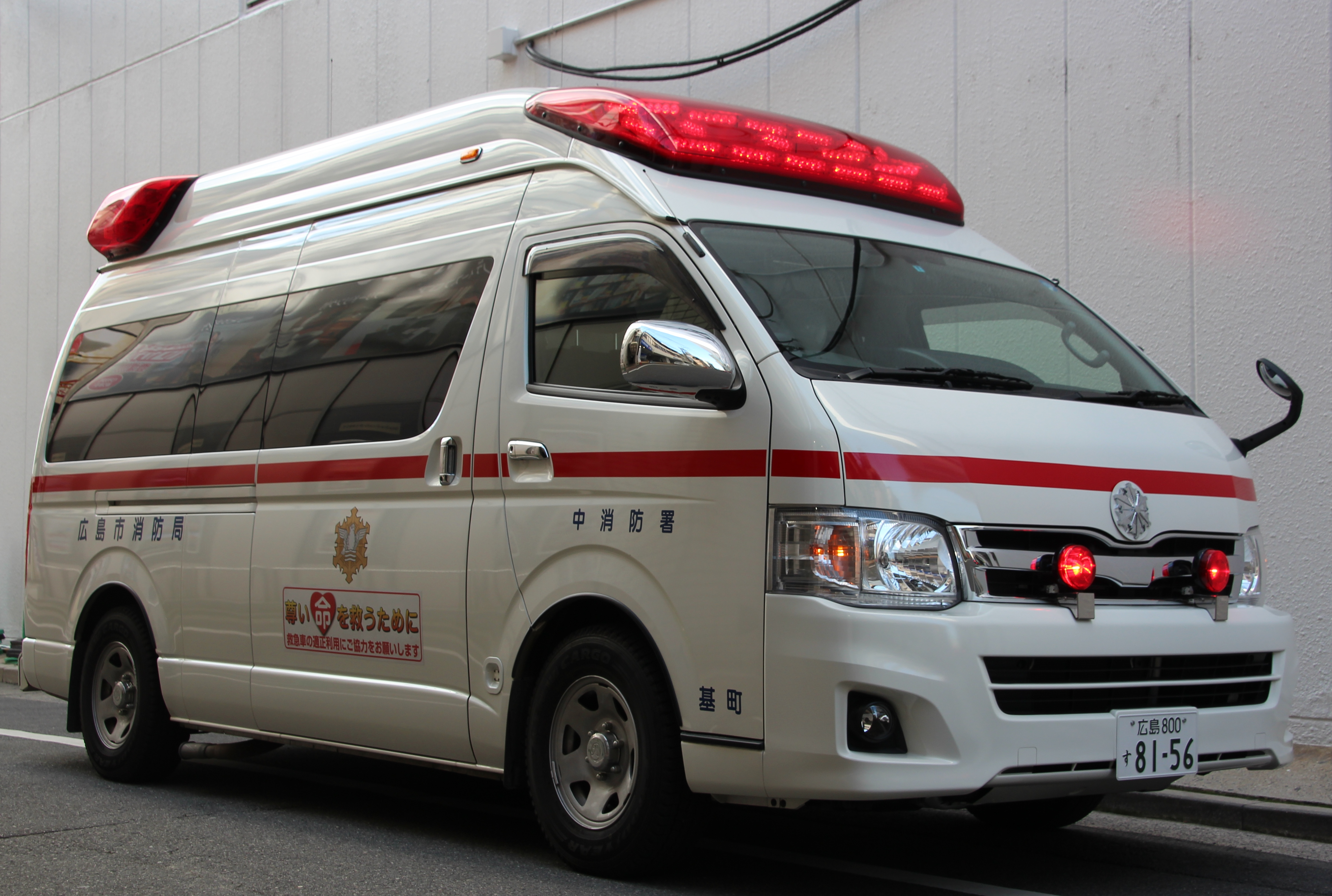
ハイメディック

  - 南消防署青崎出張所・西消防署井口出張所・安芸消防署坂出張所にそれぞれ1台ずつ計3台配備。
- はしご車
  - 各消防署に1台ずつ(西署のみ2台)出張所では基町、海老園、に配備。合計11台配備。なお祇園出張所、高陽出張所には13メートルブーム付き多目的消防自動車(MVF13)が配備されている。
- 特別高度工作車
  - 1台。2024年2月に総務省消防庁より無償配備。東消防署の救助隊が運用している。大型ブロアーとウォーターカッターを搭載している。
  - 先代車両は2009年（平成21年）に総務省消防庁より無償配備。当初は中消防署だったが、後に東消防署へと配置転換された。
- 特殊災害対応車
  - 1台。特別高度工作車と同様に中消防署の特別高度ー救助隊が運用している。NBC災害に出場する。
- 屈折放水搭車
  - 0台。東消防署に配備していた。
- 大型水槽車
  - 1台。安佐南消防署に配備。主に高速道路上の火災などに出動する。
- 照明電源車
  - 0台。南消防署日字那出張所に配備していた。
- 指揮車
  - 11台。指揮車両の多くはマツダの車両が占める。
- 消防艇
  - 消防艇「ひろしま」。南消防署水上出張所へ配備・運用。広島港と似島や金輪島などの消防防災体制の強化を目的に、1代目が 1979年（昭和54年）12月に配備。
  - 現在のものは2024年に配備された3代目。
  - 2代目は1998年（平成10年）4月に配備。
- 消防ヘリコプター
  - 消防ヘリ「ひろしま」を1機配備。ヘリコプターを県内で共同利用する「広島県下市町共同利用方式」によって、県内のうち広島市以外の全市町は経費の3分の1を市に支払っている。
- その他車両
  - このほか、支援車やホース延長車、重機搬送車、燃料補給車等も配備。
- 可搬式ポンプ

|                        | 消防局   | 消防局 | 消防局 | 中署 | 東署 | 南署 | 西署 | 安佐南署 | 安佐北署 | 安芸署 | 佐伯署 | 総合防災 センター |
| 庁舎                   | 整備工場 | 航空隊 |        | 中署 | 東署 | 南署 | 西署 | 安佐南署 | 安佐北署 | 安芸署 | 佐伯署 | 総合防災 センター |
| ---------------------- | -------- | ------ | ------ | ---- | ---- | ---- | ---- | -------- | -------- | ------ | ------ | ----------------- |
| 消防ポンプ車           |          |        |        | 1    | 4    | 6    | 4    | 3        | 5        | 4      | 5      |                   |
| 水槽付消防ポンプ自動車 |          |        |        | 4    | 4    | 5    | 5    | 5        | 7        | 5      | 5      |                   |
| 化学消防自動車         |          |        |        |      |      | 1    | 1    |          |          | 1      |        |                   |
| はしご車               |          |        |        | 2    | 1    | 1    | 2    | 1        | 2        | 1      | 2      |                   |
| 大型水槽車             |          |        |        |      |      |      |      | 1        |          |        |        |                   |
| 救助工作車             |          |        |        | 1    | 1    | 1    | 1    | 1        | 2        | 1      | 1      |                   |
| 災害対応特殊車         | 1        |        |        | 3    | 1    | 1    |      |          | 1        |        | 2      |                   |
| 高規格救急自動車       |          |        |        | 5    | 5    | 8    | 6    | 5        | 8        | 6      | 7      |                   |
| 指揮車                 | 3        |        |        | 1    | 1    | 1    | 1    | 1        | 1        | 1      | 1      |                   |
| 広報車                 |          | 1      |        | 1    |      | 2    | 1    | 1        | 2        | 1      | 1      |                   |
| 積載車                 |          |        |        |      |      | 1    |      |          |          | 1      |        |                   |
| 輸送車                 |          |        |        | 1    | 1    | 1    | 1    | 1        | 1        | 1      | 2      |                   |
| 査察広報車             |          |        |        | 1    | 1    | 1    | 1    | 1        | 2        | 2      | 1      |                   |
| 起震車                 | 1        |        |        |      |      |      |      |          |          |        |        |                   |
| 機関員訓練車           |          | 4      |        |      |      |      |      |          |          |        |        |                   |
| 研修ポンプ車           |          |        |        |      |      |      |      |          |          |        |        | 1                 |
| 救急研修車             |          |        |        |      |      |      | 1    |          |          |        |        |                   |
| マイクロバス等         | 1        |        |        |      | 1    |      | 2    | 1        |          | 1      | 1      |                   |
| パトロール車           |          |        |        |      |      |      |      |          |          |        | 1      |                   |
| 連絡車                 | 1        | 6      | 1      |      |      |      | 2    | 1        |          |        |        |                   |
| 輸送車                 | 1        | 1      |        |      |      |      | 1    |          |          |        |        |                   |
| 電源車（航空用）       |          |        | 1      |      |      |      |      |          |          |        |        |                   |
| 水陸両用バギー         |          |        |        |      |      |      |      |          |          |        | 1      |                   |
| 原動機付自転車         |          |        |        | 5    | 7    | 11   | 12   | 12       | 17       | 10     | 8      |                   |
| 小型動力ポンプ         |          |        |        | 5    | 5    | 10   | 6    | 6        | 7        | 6      | 6      |                   |
| 消防艇                 |          |        |        |      |      | 1    |      |          |          |        |        |                   |
| 救助艇                 |          |        |        |      |      | 1    |      |          |          |        |        |                   |
| ヘリコプター           |          |        | 1      |      |      |      |      |          |          |        |        |                   |

## 消防団

### 年間行事
- 1月：消防出初式
- 3月：防火訪問
- 6月：水防訓練
- 9月：消防ポンプ操法記録会
- 11月：防火訪問
- 12月：年末特別警戒

| 令和4年4月1日現在 | 中消防団 | 東消防団 | 南消防団 | 西消防団 | 安佐南消防団 | 安佐北消防団 | 安芸消防団 | 佐伯消防団 | 総数               |
| ----------------- | -------- | -------- | -------- | -------- | ------------ | ------------ | ---------- | ---------- | ------------------ |
| 総員              | 199      | 208      | 290      | 189      | 340          | 589          | 263        | 319        | 2397（定員：2753） |
| 中型ポンプ自動車  | 0        | 1        | 0        | 0        | 3            | 14           | 9          | 5          | 32                 |
| 積載車            | 9        | 11       | 12       | 9        | 21           | 34           | 8          | 20         | 124                |
| 小型動力ポンプ    | 9        | 12       | 16       | 9        | 23           | 46           | 17         | 22         | 154                |
| ホース            | 270      | 295      | 340      | 240      | 605          | 1240         | 485        | 655        | 4130               |